# U-566 (tàu ngầm Đức)
U-566 là một tàu ngầm tấn công  Lớp Type VII thuộc phân lớp Type VIIC được Hải quân Đức Quốc Xã chế tạo trong Chiến tranh Thế giới thứ hai. Nhập biên chế năm 1941, nó đã thực hiện được mười một chuyến tuần tra, đánh chìm được sáu tàu buôn với tổng tải trọng 38.092 GRT cùng một tàu chiến tải trọng 2.265 tấn. Trong chuyến tuần tra cuối cùng, U-566 bị một máy bay ném bom Vickers Wellington của Không quân Hoàng gia Anh đánh chìm trong Đại Tây Dương ngoài khơi Bồ Đào Nha vào ngày 24 tháng 10, 1943.

## Thiết kế và chế tạo

### Thiết kế

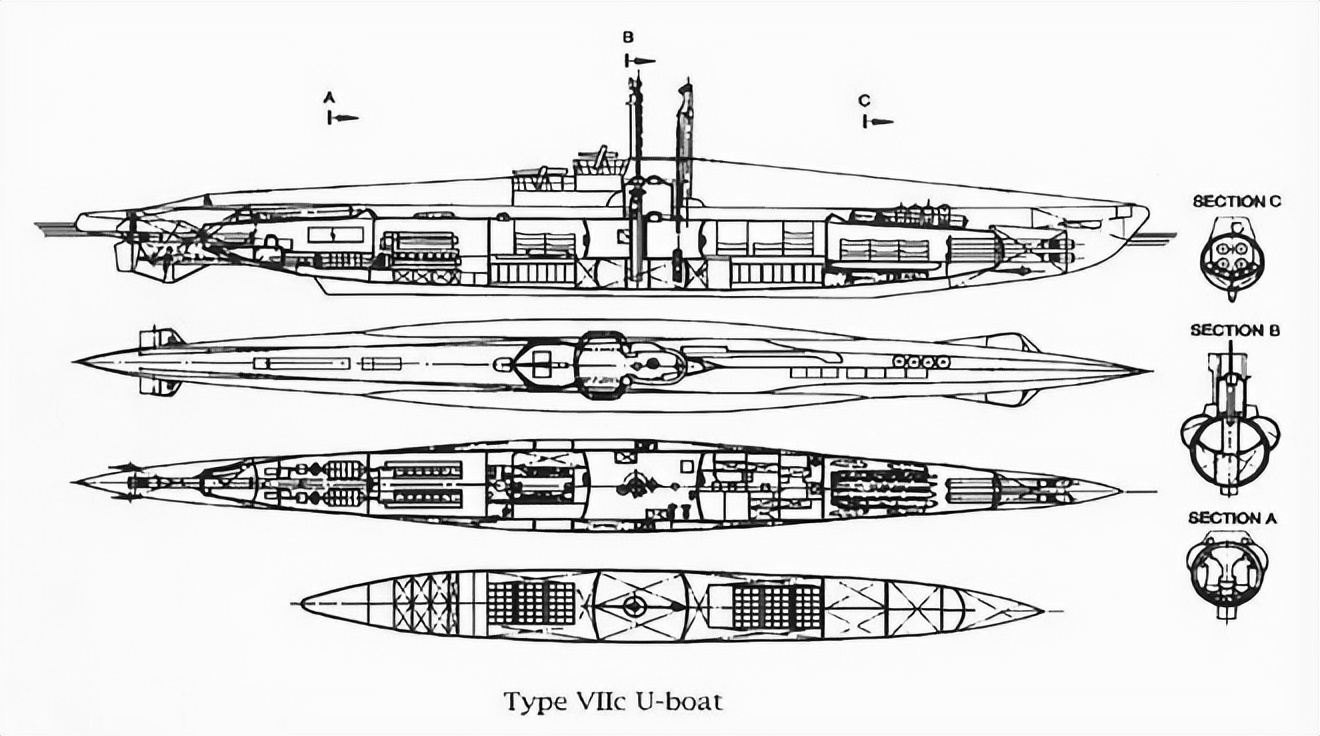
Sơ đồ các mặt cắt một tàu ngầm Type VIIC

Phân lớp VIIC của Tàu ngầm Type VII là một phiên bản VIIB được kéo dài thêm. Chúng có trọng lượng choán nước 769 t (757 tấn Anh) khi nổi và 871 t (857 tấn Anh) khi lặn). Con tàu có chiều dài chung 67,10 m (220 ft 2 in), lớp vỏ trong chịu áp lực dài 50,50 m (165 ft 8 in), mạn tàu rộng 6,20 m (20 ft 4 in), chiều cao 9,60 m (31 ft 6 in) và mớn nước 4,74 m (15 ft 7 in).
Chúng trang bị hai động cơ diesel Germaniawerft F46 siêu tăng áp 6-xy lanh 4 thì, tổng công suất 2.800–3.200 PS (2.100–2.400 kW; 2.800–3.200 bhp), dẫn động hai trục chân vịt đường kính 1,23 m (4,0 ft), cho phép đạt tốc độ tối đa 17,7 kn (32,8 km/h), và tầm hoạt động tối đa 8.500 nmi (15.700 km) khi đi tốc độ đường trường 10 kn (19 km/h). Khi đi ngầm dưới nước, chúng sử dụng hai động cơ/máy phát điện Garbe, Lahmeyer & Co. RP 137/c  tổng công suất 750 PS (550 kW; 740 shp). Tốc độ tối đa khi lặn là 7,6 kn (14,1 km/h), và tầm hoạt động 80 nmi (150 km) ở tốc độ 4 kn (7,4 km/h). Con tàu có khả năng lặn sâu đến 230 m (750 ft).
Vũ khí trang bị có năm ống phóng ngư lôi 53,3 cm (21 in), bao gồm bốn ống trước mũi và một ống phía đuôi, và mang theo tổng cộng 14 quả ngư lôi, hoặc tối đa 22 quả thủy lôi TMA, hoặc 33 quả TMB. Tàu ngầm Type VIIC bố trí một hải pháo 8,8 cm SK C/35 cùng một pháo phòng không 2 cm (0,79 in) trên boong tàu. Thủy thủ đoàn bao gồm 4 sĩ quan và 40-56 thủy thủ.

### Chế tạo
U-566 được đặt hàng vào ngày 24 tháng 10, 1939, và được đặt lườn tại xưởng tàu của hãng Blohm & Voss ở Hamburg vào ngày 30 tháng 3, 1940. Nó được hạ thủy vào ngày 20 tháng 2, 1941, và nhập biên chế cùng Hải quân Đức Quốc Xã vào ngày 17 tháng 4, 1941 dưới quyền chỉ huy của Hạm trưởng, Đại úy Hải quân Dietrich Borchert.

## Lịch sử hoạt động

### 1941
Sau khi hoàn tất việc huấn luyện trong thành phần Chi hạm đội U-boat 1, U-566 tiếp tục phục vụ cùng đơn vị này để hoạt động trên tuyến đầu cho đến khi bị mất.

#### Chuyến tuần tra thứ nhất và thứ hai
Vào cuối tháng 7, 1941, U-566 đã di chuyển từ cảng Kiel, Đức đến cảng Trondheim, Na Uy, và sau đó đến cảng Kirkenes ở phía cực Bắc Na Uy. Nó khởi hành từ đây vào ngày 8 tháng 7 cho chuyến tuần tra đầu tiên trong chiến tranh, và hoạt động trong biển Barents ngoài khơi bán đảo Kola và Murmansk, Liên Xô. Con tàu quay trở về Kirkenes vào ngày 19 tháng 8.
Trong chuyến tuần tra tiếp theo, cùng xuất phát và kết thúc tại và diễn ra từ ngày 30 tháng 8 đến ngày 20 tháng 9, U-566 tiếp tục hoạt động trong biển Barents. Vào ngày 3 tháng 9, ở vị trí ngoài khơi đảo Kildin nó bị một tàu ngầm Liên Xô không rõ nhận dạng phóng ngư lôi tấn công, nhưng không trúng đích.
Sau đó U-566 lần lượt di chuyển đến Bergen, Na Uy vào cuối tháng 9; đến Kiel vào đầu tháng 10; và đến Kristiansand vào đầu tháng 12.

#### Chuyến tuần tra thứ ba
U-566 khởi hành từ Kristiansand vào ngày 9 tháng 12 cho chuyến tuần tra thứ ba. Nó tiến ra Bắc Hải, rồi băng qua khe GI-UK giữa các quần đảo Shetland và Faroe để vòng qua quần đảo Anh và hoạt động tại khu vực Đại Tây Dương về phía Tây Ireland (Khu vực Tiếp cận phía Tây).Chiếc tàu ngầm kết thúc chuyến tuần tra tại cảng Lorient bên bờ Đại Tây Dương của Pháp đã bị Đức chiếm đóng, đến nơi vào ngày 23 tháng 12.

### 1942

#### Chuyến tuần tra thứ tư
U-566 xuất phát từ Lorient vào ngày 15 tháng 1, 1942 cho chuyến tuần tra thứ tư. Nó đã băng qua suốt Đại Tây Dương để hoạt động ngoài khơi vùng bờ Đông của Canada và Hoa Kỳ trong khuôn khổ Chiến dịch Paukenschlag (tiếng Anh: Chiến dịch Drumbeat). Vào ngày 15 tháng 2, nó phóng ngư lôi tấn công chiếc tàu buôn Hy Lạp Meropi 4.181 GRT, vốn bị tụt lại phía sau Đoàn tàu ON-60, đánh chìm mục tiêu ở vị trí khoảng 35 nmi (65 km) về phía Đông Nam Sambro, Nova Scotia. Chiếc tàu ngầm kết thúc chuyến tuần tra và quay trở về cảng Brest, cùng bên bờ Đại Tây Dương của Pháp, đến nơi vào ngày 9 tháng 3. Brest trở thành căn cứ hoạt động chính của chiếc tàu ngầm cho đến khi nó bị mất.

#### Chuyến tuần tra thứ năm
Rời Brest vào ngày 8 tháng 4 cho chuyến tuần tra thứ năm, U-566 tiếp tục tham gia Chiến dịch Paukenschlag khi băng qua suốt Đại Tây Dương để hoạt động dọc theo vùng bờ Đông Hoa Kỳ. Vào ngày 1 tháng 6, nó đánh chìm chiếc tàu buôn Anh Westmorland 8.967 GRT bằng ngư lôi và hải pháo ở vị trí khoảng 240 nmi (440 km) về phía Đông Bắc Bermuda. Chiếc U-boat quay trở về căn cứ Brest vào ngày 30 tháng 6.

#### Chuyến tuần tra thứ sáu
Chuyến tuần tra thứ sáu, cùng xuất phát và kết thúc tại Brest và diễn ra từ ngày 6 tháng 8 đến ngày 5 tháng 9, được U-566 thực hiện trong khu vực Đaị Tây Dương về phía Tây Tây Ban Nha và Bồ Đào Nha. Vào ngày 17 tháng 8, nó phóng ngư lôi tấn công Đoàn tàu SL-118, đánh chìm được chiếc tàu buôn Na Uy Triton 6.607 GRT ở vị trí về phía Đông Bắc quần đảo Azores. Đến ngày 28 tháng 8, nó lại phóng ngư lôi tấn công Đoàn tàu SL-119, đánh chìm được các tàu buôn Anh City of Cardiff 5.661 GRT và tàu buôn Hà Lan Zuiderkerk 8.424 GRT ở vị trí về phía Tây Bắc Lisbon, Bồ Đào Nha.

#### Chuyến tuần tra thứ bảy
U-566 lại xuất phát từ căn cứ Brest vào ngày 28 tháng 10 cho chuyến tuần tra thứ bảy, và đã hoạt động tại khu vực giữa Bắc Đại Tây Dương. Vào ngày 7 tháng 11, chiếc tàu ngầm phóng ngư lôi đánh chìm chiếc tàu buôn Anh Glenlea 4.252 GRT, vốn bị tách rời khỏi Đoàn tàu ON-142, ở vị trí về phía Bắc quần đảo Azores. Sau đó chiếc U-boat chuyển hướng để tìm cách xâm nhập vào Địa Trung Hải, nhưng vào ngày 17 tháng 11 đã bị một máy bay ném bom Lockheed Hudson thuộc Liên đội 233 Không quân Hoàng gia Anh (RAF) thả mìn sâu tấn công ở vị trí về phía Tây Gibraltar. U-566 bị hư hại nặng đến mức nó phải kết thúc chuyến tuần tra và quay trở về Brest vào ngày 1 tháng 12.

### 1943

#### Chuyến tuần tra thứ tám và thứ chín
U-566 thực hiện chuyến tuần tra thứ tám từ ngày 6 tháng 2 đến ngày 25 tháng 3, 1943 để hoạt động trong khu vực Trung tâm Bắc Đại Tây Dương cho đến phía Đông Nam Greenland. Tuy nhiên nó không đánh chìm được mục tiêu nào.
Trong chuyến tuần tra tiếp theo, chiếc U-boat chỉ vừa xuất phát từ Brest được hai ngày, và đang di chuyển trên mặt nước trong vịnh Biscay khi nó bị một máy bay ném bom Vickers Wellington thuộc Liên đội 172 RAF phát hiện qua radar trong đêm 26 tháng 4. Chiếc Wellington được trang bị đèn Leigh đã thả một loạt sáu quả mìn sâu tấn công, khiến chiếc tàu ngầm bị hư hại đáng kể cho dù đã cố gắng lặn khẩn cấp để ẩn nấp. Một chiếc Wellington khác đi đến để tiếp tục bắn phá trước khi rút lui; nhưng U-566 đã bị hư hại nặng, rò rỉ nhiên liệu và không thể lặn, nên nó buộc phải quay trở về căn cứ vào ngày 28 tháng 4.

#### Chuyến tuần tra thứ mười
U-566 khởi hành từ cảng Brest vào ngày 5 tháng 7 cho chuyến tuần tra thứ mười, và đã băng qua suốt Đại Tây Dương để hoạt động ngoài khơi vùng bờ Đông Hoa Kỳ. Vào ngày 5 tháng 8, nó phóng ngư lôi đánh chìm chiếc pháo hạm USS Plymouth (2.265 tấn) của Hải quân Hoa Kỳ, vốn đang hộ tống một đoàn tàu vận tải, ở vị trí khoảng 120 nmi (220 km) về phía Đông Nam mũi Henry, Virginia.
Chỉ hai ngày sau đó 7 tháng 8, ở vị trí khoảng 3.000 nmi (5.600 km) về phía Đông Cape Charles, Virginia, U-566 bị một máy bay tuần tra PV-1 Ventura thuộc Liên đội VP-128 Hải quân Hoa Kỳ thả bốn quả mìn sâu tấn công lúc 13 giờ 22 phút, nhưng chiếc Ventura bị hỏa lực phòng không của chiếc U-boat bắn rơi. Đến 18 giờ 15 phút, nó lại bị một chiếc PV-1 Ventura khác tấn công bằng mìn sâu. U-566 tiếp tục bắn rơi đối thủ bằng pháo phòng không, và sau đó còn gây hư hại cho hai máy bay khác, trong khi chỉ bị hư hại nhẹ và một thủy thủ bị thương. Chiếc tàu ngầm quay trở về Brest vào ngày 1 tháng 9.

#### Chuyến tuần tra thứ mười một – Bị mất
U-566 xuất phát từ Brest vào ngày 16 tháng 10 cho chuyến tuần tra thứ mười một, cũng là chuyến cuối cùng, để hoạt động trong vùng biển Đại Tây Dương ở lối ra vào phía Tây của eo biển Gibraltar. Ngoài khơi Bồ Đào Nha vào sáng sớm ngày 24 tháng 10, nó bị một máy bay ném bom Vickers Wellington trang bị đèn Leigh thuộc Liên đội 179 Không quân Hoàng gia Anh phát hiện và tấn công. Sáu quả mìn sâu thả xuống đã gây hư hại cho chiếc tàu ngầm đến mức thủy thủ đoàn phải tự đánh đắm tàu tại tọa độ 41°12′B 9°31′T / 41,2°B 9,517°T. Toàn bộ 49 thành viên thủy thủ đoàn của U-566 đều sống sót, và được tàu đánh cá Tây Ban Nha Fina cứu vớt năm giờ sau đó; họ bị phía Tây Ban Nha giam giữ một thời gian và sống sót qua Thế Chiến II.

### "Bầy sói" tham gia
U-566 từng tham gia sáu bầy sói:
- Pfadfinder (21 – 27 tháng 5, 1942)
- Blücher (14 – 28 tháng 8, 1942)
- Natter (2 – 8 tháng 11, 1942)
- Westwall (8 – 22 tháng 11, 1942)
- Neptun (18 tháng 2 – 3 tháng 3, 1943)
- Westmark (6 – 11 tháng 3, 1943)

### Tóm tắt chiến công
U-566 đã đánh chìm được sáu tàu buôn với tổng tải trọng 38.092 GRT cùng một tàu chiến tải trọng 2.265 tấn:
| Ngày             | Tên tàu         | Quốc tịch       | Tải trọng | Số phận      |
| ---------------- | --------------- | --------------- | --------- | ------------ |
| 15 tháng 4, 1942 | Meropi          | Greece          | 4.181     | Bị đánh chìm |
| 1 tháng 6, 1942  | Westmorland     | United Kingdom  | 8.967     | Bị đánh chìm |
| 17 tháng 8, 1942 | Triton          | Norway          | 6.607     | Bị đánh chìm |
| 28 tháng 8, 1942 | City of Cardiff | United Kingdom  | 5.661     | Bị đánh chìm |
| 28 tháng 8, 1942 | Zuiderkerk      | Netherlands     | 8.424     | Bị đánh chìm |
| 7 tháng 11, 1942 | Glenlea         | United Kingdom  | 4.252     | Bị đánh chìm |
| 5 tháng 8, 1943  | USS Plymouth    | Hải quân Hoa Kỳ | 2.265     | Bị đánh chìm |